# HMS D4
Pour les articles homonymes, voir D4.
Le HMS D4 est l’un des huit sous-marins britanniques de classe D construits pour la Royal Navy au cours de la première décennie du XXe siècle.

## Conception
Les sous-marins de la classe D ont été conçus comme des versions améliorées et agrandies de la classe C précédente, les moteurs Diesel remplaçant les moteurs à essence dangereux utilisés précédemment. Les sous-marins avaient une longueur totale de 49,7 m, un maître-bau de 6,2 m et un tirant d'eau moyen de 3,2 m. Leur déplacement était de 491 tonnes en surface et 605 tonnes en immersion. Les sous-marins de classe D avaient un équipage de 25 hommes, officiers inclus. Ils et ont été les premiers à adopter des ballasts de type dit saddle tank car ils étaient disposés par paires à l’extérieur de la coque épaisse, un de chaque côté, comme les sacoches d’une selle de cheval.
Pour la navigation en surface, ces navires étaient propulsés par deux moteurs Diesel de 600 chevaux-vapeur (447 kW), chacun entraînant un  arbre d'hélice. En immersion, chaque hélice était entraînée par un moteur électrique de 275 chevaux (205 kW). Ces navires pouvaient atteindre la vitesse 14 nœuds (26 km/h) en surface et 9 nœuds (17 km/h) sous l’eau. En surface, la classe D avait un rayon d'action de 2500 milles marins (4600 km) à une vitesse de croisière de 10 nœuds (19 km/h).
Les navires étaient armés de trois tubes lance-torpilles de 18 pouces (457 mm), deux à l’avant et un à l’arrière. Ils emportaient une torpille de rechargement pour chaque tube, soit un total de six torpilles.

## Engagements
Le HMS D4 a été construit par Vickers à leur chantier naval de Barrow-in-Furness.
Sa quille fut posée le 24 février 1910, il fut lancé le 27 mai 1911 et mis en service le 29 novembre 1911. Il a été le premier sous-marin à être équipé d’un canon de pont à des fins offensives.
Pendant la Première Guerre mondiale, le 22 juin 1915, le D4 trouve le dragueur de mines allemand Bielefeld qui s’est échoué dans la baie de Heligoland au large de Juist, en Allemagne, gardé par un destroyer allemand. Le commandant du D4 a décidé d’attaquer le destroyer en premier, mais la torpille du D4 l’a manqué. Le destroyer alerté a fait plusieurs passages au-dessus du D4, qui était immergé par seulement 30 pieds (9,1 mètres) de profondeur, en tentant de l’éperonner, mais il n’a pas réussi et a finalement quitté les lieux. Le D4 a fait ensuite surface et a coulé le Bielefeld. Bien que les Allemands aient renfloué le Bielefeld, celui-ci n’est pas retourné dans la marine de guerre et a été rendu à ses propriétaires civils d’avant-guerre,.
Plus tard dans sa carrière, le D4 torpille l’UB-72 le 12 mai 1918. À 4 h 30 du matin ce jour-là, alors qu’il effectuait une patrouille à mi-chemin entre Guernesey et Portland Bill, le D4 a observé l’UB-72 à la surface se dirigeant vers le sud, à environ deux milles de distance. Cinq minutes plus tard, le Lieutenant Claud Barry, commandant du D4, a vu l’UB-72, manifestement inconscient de la présence du bateau britannique, changer de cap de sorte que le sous-marin ennemi semblait s’approcher du D4. Afin que sa présence ne soit pas détectée, le Lt Barry abaisse son périscope pendant quelques minutes. Quand le périscope du D4 est remonté, à 4 h 43, on découvre que le UB-72 se dirige maintenant vers l’est. Quelques minutes plus tard, l’UB-72 se trouvait du côté bâbord du bateau britannique et Barry attendit que le sous-marin soit dans sa ligne de mire. À 4 h 50, le Lt Barry a tiré une torpille à 549 mètres de la cible et, après avoir abaissé le périscope pendant quelques instants, il en a tiré une deuxième. Dix secondes plus tard, l’équipage du D4 a entendu une explosion et a senti une onde de choc. Barry ramena son bateau à la surface et se dirigea vers trois hommes nageant dans une nappe de mazout. Il réussit à repêcher ces hommes, les seuls survivants de l’équipage de l’UB-72 composé de trois officiers et de trente et un hommes,.
Le D4 fut retiré du service en 1919, puis vendu le 17 décembre 1921 à H. G. Pound, à Portsmouth.